# 貨物市法
貨物市法（かもつしほう）とは、江戸時代の長崎における輸入に関する法律である。市法貨物仕法とも呼ぶ。
江戸時代初期、日本において最も重要な輸入品は、中国産の生糸（白糸）であった。幕府は慶長9年（1604年）から糸割符制度による絹の価格抑制を行っていた。この制度は春先にその年の絹の価格を決定して、その後1年間はその価格を適用するものであったが、中国商人は春先に少量の絹のみを持ち込み価格を吊り上げ、後にその価格で大量に輸出するという対抗手段に出た。このため糸割符制度は明暦元年（1655年）に廃止された。
その後、長崎貿易は相対売買仕方による自由貿易となる。これにより貿易量は増大したが、その支払いのための金銀の流出も増大した。これを抑制するために寛文12年（1672年）に長崎奉行の牛込重忝によって制定されたのが貨物市法である。この法は7か条からなっていた。
1. 国内商人は長崎に7月5日前に到着すること。
2. 国内商人は到着順に長崎奉行所に名前を記載し、その順に入札ができる。
3. 口銭銀について、唐船は従来どおり徴収、オランダ船からも以降徴収する。
4. オランダ商館との取引の際、1両を銀58匁から銀68匁に変更する。
5. 唐人との決済には銀を使っても良い。金での決済も可能。1両を銀58匁とする。
6. 国内商人の金銀交換比率は時価とする。
7. 違反した場合、長崎在住者は所払い、外来者は以降の貿易業務禁止とする。

実際の取引は、まず日本貿易商（目利き商人）が商品の鑑定後入札を行い、上位3者の平均を購入価格として、長崎奉行が唐・オランダ商人に確認する。値段に合意した場合、国内商人が入札、上位3者が購入する。この両入札の価格の差を間銀と呼び、目利き商人に0.6%の手数料を払った他は、60%が長崎市民へ還元、40%が役量とされた。
この目利き商人による価格決定のため、貿易の主導権を日本側が握ることが出来た。しかし、唐商人が薄利多売をしたため結局は金銀の流出拡大を十分に防げなかったこと、また間銀が汚職のもとになったこともあり、貞享2年（1685年）に廃止され定高貿易法に移行した。